# The Zula Patrol
The Zula Patrol est une série télévisée d'animation américaine en cinquante-deux épisodes, diffusée entre le 4 septembre 2005 et le 18 juin 2008 sur PBS Kids.
Cette série est inédite dans tous les pays francophones.

## Fiche technique
Sauf indication contraire, les informations mentionnées dans cette section peuvent être confirmées par la base de données cinématographiques IMDb,  présente dans la section « Liens externes ».
- Titre original : The Zula Patrol
- Réalisation : Kent Butterworth et Brian Kindregan
- Scénario : Marcy Brown, Dennis Haley, Michael Merton, Mark Drop, Simon Jowett, Kevin Hopps, Erik Patterson, Jessica Scott, Evelyn Gabai, Cydne Clark, Nicole Dubuc, Jill Gorey, Steve Granat et Barbara Herndon
- Photographie :
- Musique : Jeff Danna et Fletcher Beasley
- Casting : Jamie Simone
- Montage : Terry Marlin
- Décors :
- Production : 
  - Producteur délégué : Dan Angel, Deborah M. Manchester, Beth Hubbard et Margaret Loesch
  - Producteur exécutif : Colleen D. Egan
- Sociétés de production : Gotham Entertainment, Kambooteron Productions, The Hatchery, Zula USA, UNC-TV et Marvista Entertainment
- Société de distribution : American Public Television
- Chaîne d'origine : PBS Kids
- Pays d'origine :  États-Unis
- Langue originale : anglais
- Genre : Animation
- Durée :

## Distribution

### Acteurs principaux
- Cam Clarke : Bula et Multo
- Colleen Villard : Zeeter, Wizzy et Wigg
- Nancy Cartwright : Zeeter et Gorga
- Tara Strong : Wizzy et Wigg
- Nika Futterman : Wizzy et Wigg
- Frank Welker : Gorga

### Acteurs secondaires et invités
- Kurt Kelly : Dark Truder
- Colleen O'Shaughnessey : Traxie et Deliria
- Dave Wittenberg : Cloid
- Tress MacNeille

## Épisodes

### Saison 1
1. A Comet's Tale / A Job for the Zula Dudes
2. Bula's Spin Party / Day For Night
3. Shadow Play / The Jealous Moon
4. Sun Day / Time Out
5. The Probe Who Came To Dinner / Forget-Me-Naut
6. Small Is Beautiful / Case of the Missing Rings
7. Blue Moon / Going Through a Phase
8. Giant Litterbugs from Space / RV of the Giants
9. Chilly Cook-Off / Treasure in the Clouds
10. Star Crossed / Night of the Fweeebs
11. Mutual Distraction / What Goes Up Must Come Down
12. Dog Gone Gorga! / The Milky Way Galaxy Games
13. Matter Matter Everywhere / Family Feud
14. Round and Round We Go / Go'er-Slower Motion
15. Club Mars / The Outsider
16. The Ins and Outs of Planets / Young At Heart
17. The Big Mess / Telescooped
18. Show of Force / Adventures in Pet Sitting
19. Fly Us to the Moon / Castaway Asteroid
20. Take Me To Your Ferret / Earth Hunt
21. Wish You Were Here / Weather Vain
22. My Air Lady / You're Cramping My Space
23. Wigg and Wizzy Light the Way / Look to the Rainbow
24. Three Ringed Gorga / Moons Mayhem
25. A Star Is Born / Galactic Star Games
26. Blubglub! / Power Flower

### Saison 2
1. The Things in Rings / How the Rust Was Won
2. Ice Station Zula / Ice Truder!
3. Dueling Space Stations / Don't Look Me Now
4. Rock and Patrol / Support Your Neighborhood Volcano
5. Down Under / Singin' in the Rain Forest
6. Hide 'n Seek on Jupiter / A Tale of Two Planets
7. The Sound of Multo? / Eyes in the Skies
8. Birds of a Feather / Bula's Heros: The Great Camouflage Caper
9. Moon Struck / Me, Myself and Io
10. My Friend Named Breezy / Erosion Today, Gone Tomorrow
11. Blast to Earth's Past / The Great Climb
12. Creature Features / Fried Greenhouse Tomatoes
13. If It Looks Like a Plant / Splitsville

### Saison 3
1. Larva or Leave Me! / Egg Hunt
2. Spin Control: The Venus Effect / Crater Raters: Journey to Mercury
3. Hey Kids, Amazing Space Monkeys! / The Blorp!
4. Vanishing Cream / There Goes The Neighborhood
5. The Missing Elements / Journey to the Center of Gorga
6. Choosing Sides / Camp Worm
7. May the Force Be Wigg You / Six Zuleans in a Boat
8. Where Did All the Water Go / The Dew Drops
9. The Show Must Float On / The Truder Crown Affair
10. The Great River Race / When You Wish Upon a Sea Star
11. Mine Shaft / The Crystal Cave
12. The Lizard Who Came To Dinner / Island of the Endotherms
13. The Villain of the Year / One is the Lonliest Number